# Torsten Ralf
Torsten Ralf (né le 2 janvier 1901 à Malmö et mort le 27 avril 1954 à Stockholm) est un ténor suédois, particulièrement associé aux rôles héroïques du répertoire allemand et italien. 

## Biographie
Torsten Ralf étudie d'abord au Conservatoire de Stockholm avec Hjaldis Ingebjart et John Forsell, puis à Berlin avec Hertha Dehmlow. Il débute en 1930 à Stettin, en Cavaradossi dans Tosca.
Il chante alors à Chemnitz (1931-33), Francfort (1933-35), puis à Dresde (1935-43), où il connait ses plus grands succès et où il participe à la création de Daphne de Richard Strauss en 1938, et de Zauberinsel de Heinrich Sutermeister en 1942.
Il parait régulièrement aux Opéras de Munich et Vienne, où il s'affirme comme heldentenor notamment en  Florestan, Tannhäuser, Lohengrin, Stolzing, Tristan, Siegmund, Bacchus, Radames, Otello.
Il est invité au Royal Opera House de Londres (1936) et au Metropolitan Opera de New York (1945-48), tout en retournant régulièrement se produire à l'Opéra Royal de Stockholm.
Ralf était aussi admiré en concert notamment dans le Requiem de Verdi et dans Lied von der Erde de Gustav Mahler. Il meurt subitement âgé de 53 ans.

## Sources
- Operissimo.com (Biographie en allemand)